# 达察·阿旺曲吉旺秀
达察·阿旺曲吉旺秀（藏語：ངག་དབང་་ཆོས་ཀྱི་དབང་ཕྱུག་，威利转写：ngag dbang chos kyi dbang phyug；1606年—1652年）藏族，卫堆奔珠宗地方人，第五世（计追认）达察活佛。

## 生平
他于藏历火马年（1606年）生于卫堆奔珠宗地方。26岁时，在拉萨传昭法会上成名。不久，应邀赴达察伦珠德青寺传法，且升任法座，成为该地区的政教领袖。
藏历水龙年（1652年），达察·阿旺曲吉旺秀圆寂，享年47岁。